# Лаптєва (Ірбітський міський округ)
Ла́птєва (рос. Лаптева) — присілок у складі Ірбітського міського округу Свердловської області.
Населення — 242 особи (2010, 263 у 2002).
Національний склад населення станом на 2002 рік: росіяни — 83 %.